# Trichoneptunides chireyi
Trichoneptunides chireyi är en skalbaggsart som beskrevs av Legrand 2001. Trichoneptunides chireyi ingår i släktet Trichoneptunides och familjen Cetoniidae. Inga underarter finns listade i Catalogue of Life.